# Comuna Iațîne, Putîvl
Iațîne (în ucraineană Яцине) este o comună în raionul Putîvl, regiunea Sumî, Ucraina, formată din satele Iațîne (reședința), Ivanivske, Nova Șarpivka și Stara Șarpivka.

## Demografie
Componența lingvistică a comunei Iațîne
     Ucraineană (54,17%)
     Rusă (45,45%)
     Alte limbi (0,38%)
Conform recensământului din 2001, majoritatea populației comunei Iațîne era vorbitoare de ucraineană (54,17%), existând în minoritate și vorbitori de rusă (45,45%).